# Riazań I
Riazań I (ros. Рязань I) – węzłowa stacja kolejowa w miejscowości Riazań, w obwodzie riazańskim, w Rosji. Węzeł linii Moskwa – Riazań – Samara z linią biegnącą w stronę Morza Czarnego i Kaukazu.
Jest to pierwsza po Moskwie stacja zatrzymywania się pociągów dalekobieżnych, zmierzających do miast południowego Uralu i Azji Środkowej.

## Historia
Stacja powstała w XIX w. pomiędzy stacjami Diagilewo i Wyszgorod.

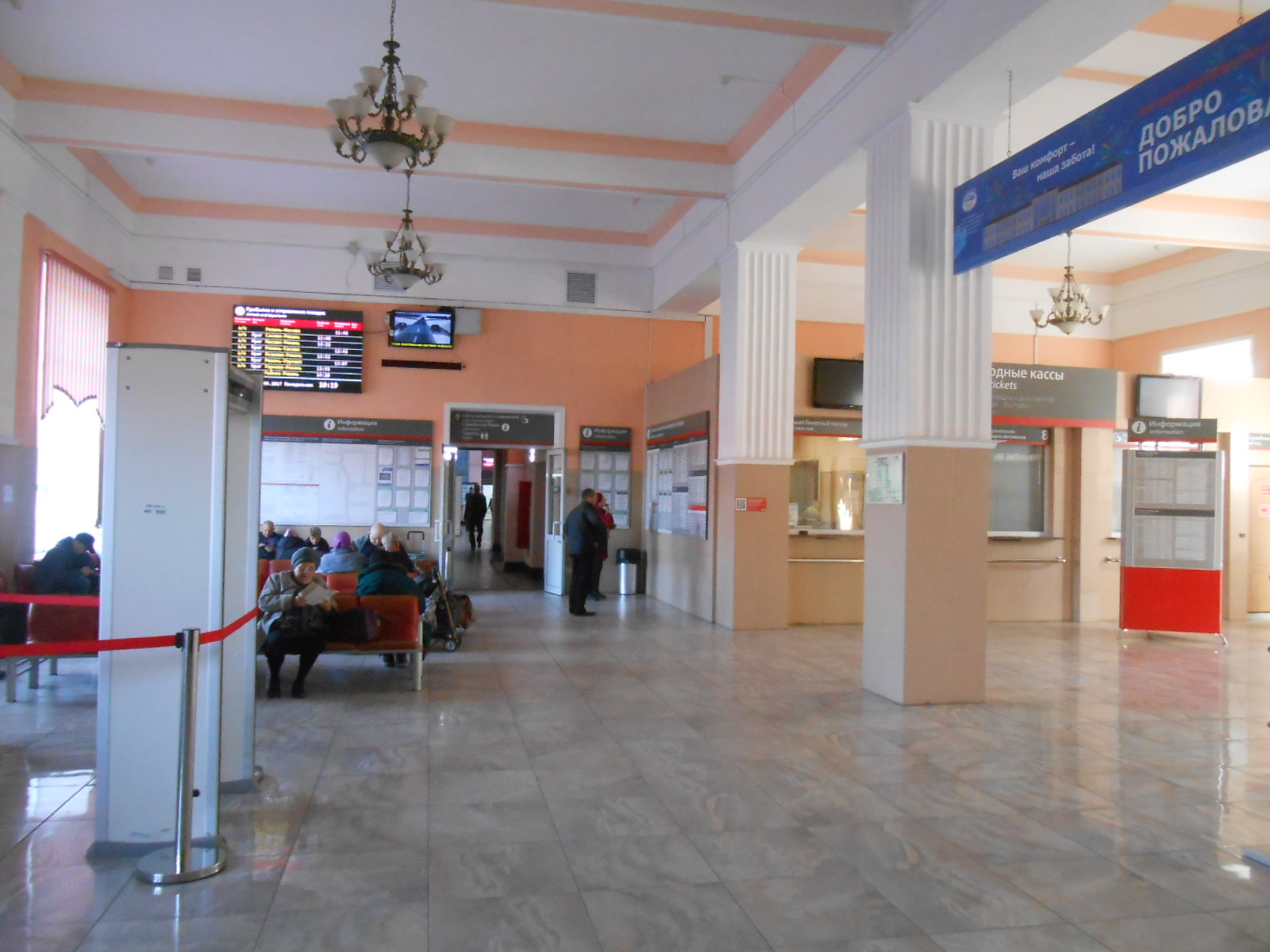
dworzec
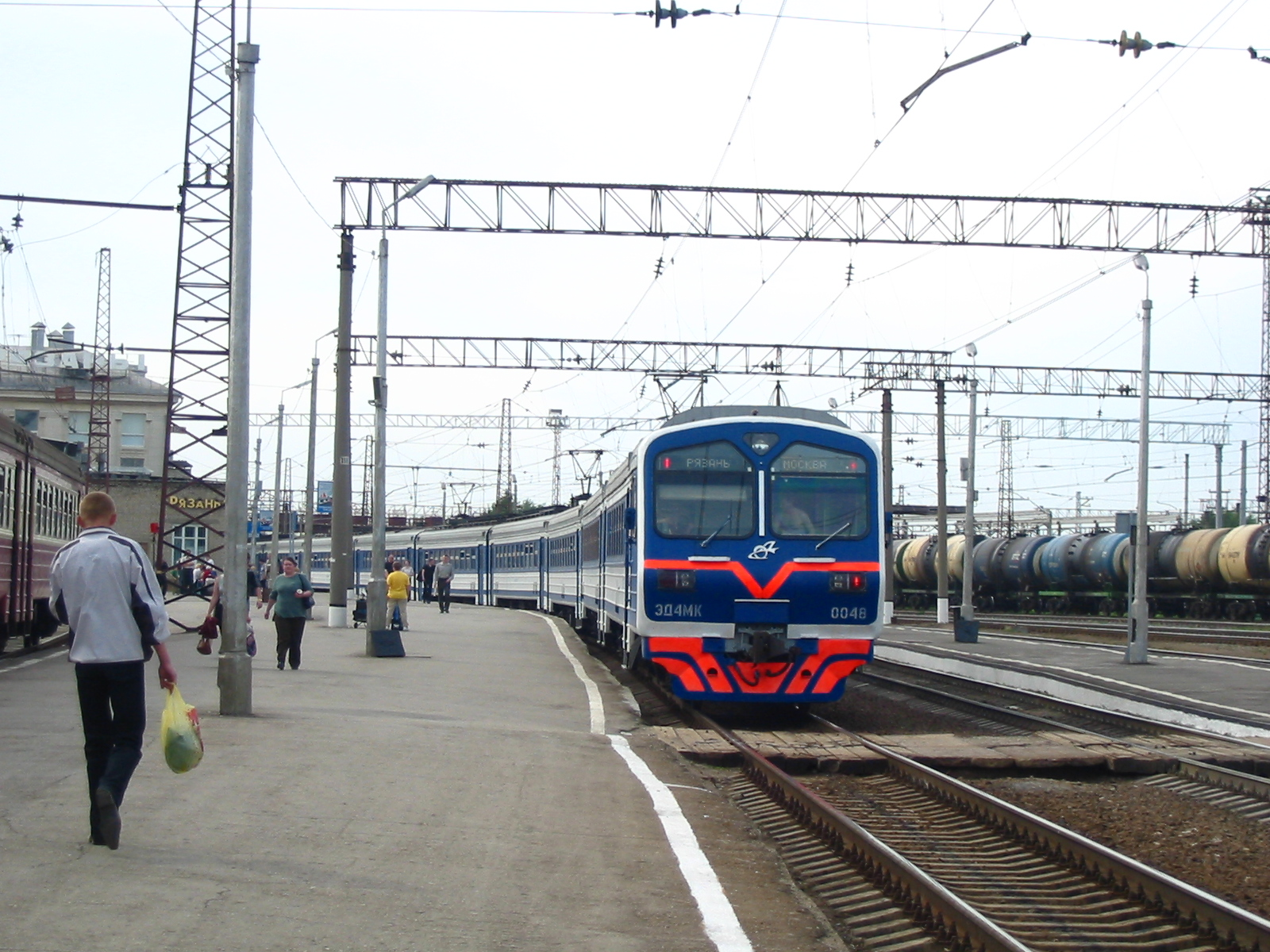
perony
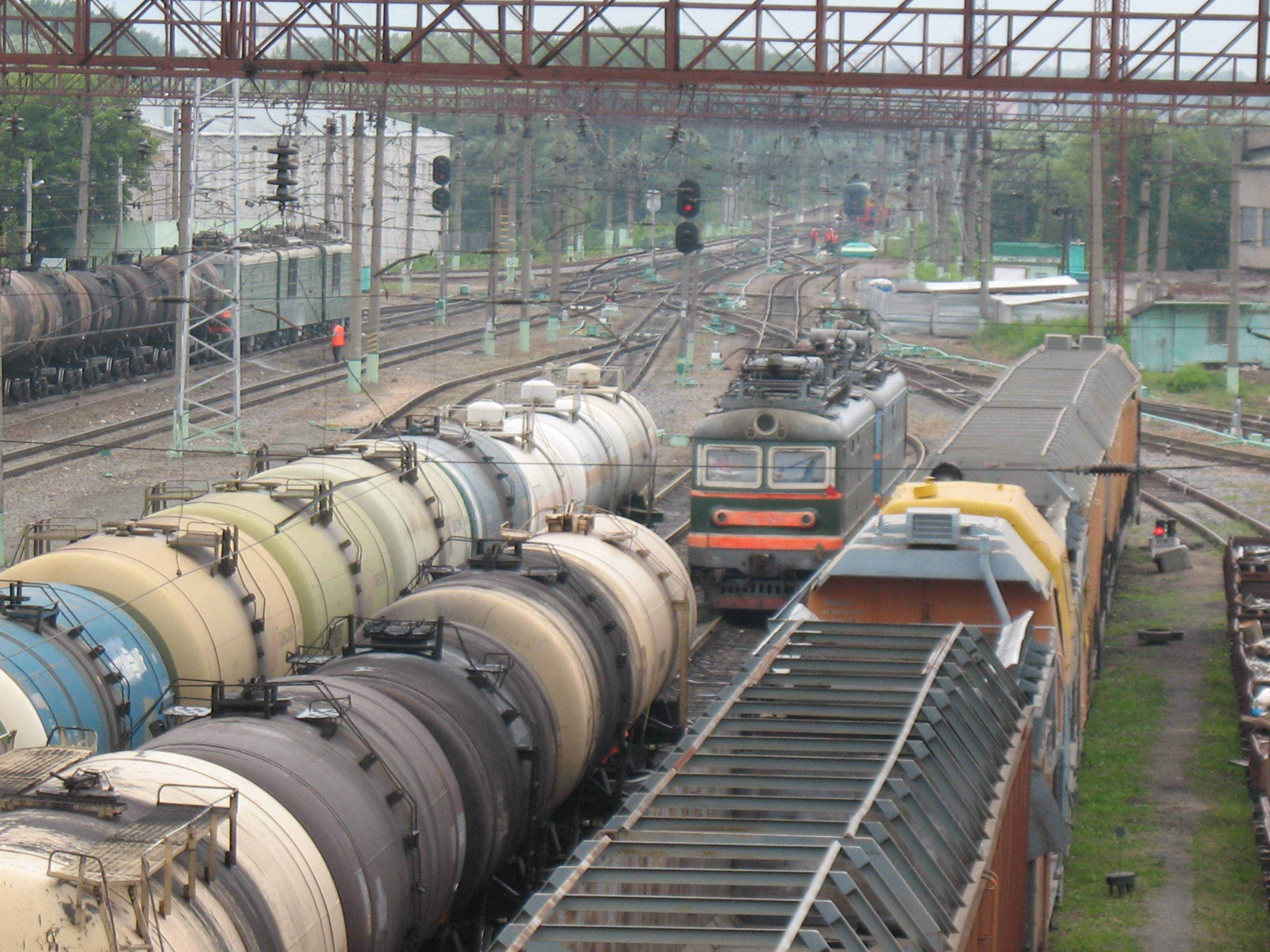
torowisko
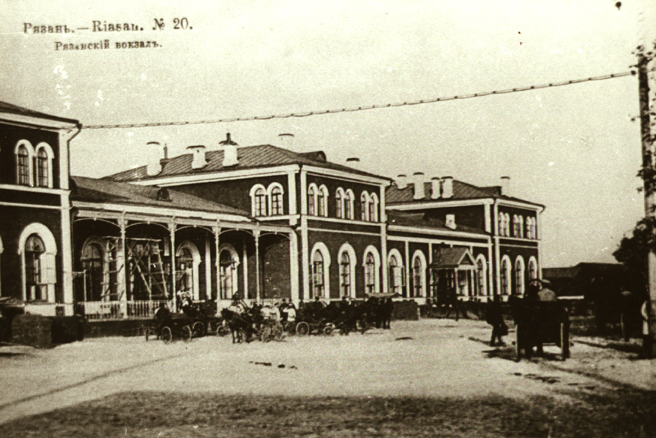
stacja w czasach carskich